# Хальбан, Дези фон
Дезире Луиза Анна Эрнестина фон Хальбан (нем. Désirée Louise Anna Ernestine von Halban, 1912, Вена — 1996, США) — австрийская певица (сопрано).

## Биография
Дочь известного венского врача-гинеколога Йозефа фон Хальбана и любимицы Густава Малера, оперной певицы-сопрано Зельмы Курц. Вышла замуж за нидерландского коллекционера Жака Гудстиккера, в 1940 году эмигрировала вместе с ним в США, Муж Хальбан скоропостижно умер, его коллекция была расхищена и присвоена высшими офицерами нацистской Германии.

## Творчество
Прославилась исполнением песен Бетховена, Шумана и Малера в фортепианном сопровождении Бруно Вальтера (1947). Также исполняла песни Хуго Вольфа, Эриха Корнгольда и др. Написала книгу о матери (вместе с Урсулой Эбберс).

## Сочинения
- Halban D., Ebbers U. Selma Kurz: die Sängerin und ihre Zeit. Stuttgart: Belser, 1983